# Cléricy (Rouyn-Noranda)
Pour les articles homonymes, voir Cléricy.
Cléricy est un quartier de Rouyn-Noranda et le nom d'une ancienne municipalité de la région administrative de l'Abitibi-Témiscamingue à l'ouest du Québec.

## Géographie
Situé à 30 km au nord-est de Rouyn-Noranda, Cléricy est entouré des quartiers de D'Alembert, à l'ouest, et Saint-Norbert-de-Mont-Brun, à l'est. La rivière Kinojévis traverse le cœur du quartier. Le quartier Cléricy fait partie du district nord qui comprend également D'Alembert, Destor et Mont-Brun.

## Histoire
Le nom de ce canton identifie un officier du régiment de Languedoc de l'armée de Montcalm, Honoré-Louis de Cléricy de Justonne. Ce nom accepté par le ministre des Terres et Forêts en 1907, a paru sur la carte de la région de l'Abitibi de 1911.

En 1926, la paroisse de Saint-Joseph-de-Cléricy est fondée mais l'érection canonique ne surviendra qu'en 1960. Bien que certains vestiges miniers subsistent encore, la période faste se situe entre 1926 et 1939. En effet, une dizaine de mines étaient en exploitation.
La véritable vague colonisatrice remonte à 1935 avec l'arrivée d'un groupe de pionniers de Saint-Joseph-de-Beauce, dont le lieu de provenance inspirera la dénomination de la municipalité officiellement créée en 1978 sous le nom de Saint-Joseph-de-Cléricy.
Cléricy se développe autour de la voie ferrée et du dépôt de marchandise. En 1998, la dénomination courante, Cléricy, remplace la première appellation Saint-Joseph-de-Cléricy.
À la suite des réorganisations municipales québécoises de 2002, l'ensemble des municipalités de la MRC de Rouyn-Noranda fusionnent en une seule.
En date du 1er janvier 2002, la municipalité de Cléricy fusionne donc avec la ville de Rouyn-Noranda pour former une municipalité régionale de comté. Cléricy est aujourd'hui un quartier de la nouvelle ville.
Aujourd'hui la Ville de Rouyn-Noranda a le double statut de MRC et de municipalité locale,.

## Toponyme
Ce nom provient de l'identification cantonale (1907) et honore le souvenir d'Honoré-Louis de Cléricy, militaire à partir de 1742, capitaine du Régiment de Languedoc de l'armée de Montcalm en 1757, qui recevra une compagnie entière l'année suivante.